# Nati nel 1450
| Questa pagina contiene informazioni ricavate automaticamente dalle voci biografiche con l'ausilio del template Bio e di un bot. L'aggiornamento è periodico e automatico e ricostruisce completamente la pagina. Se manca una persona in questa lista, sei pregato di non aggiungerla, ma accertati piuttosto che la sua voce biografica contenga il template Bio e che i dati anagrafici siano correttamente compilati. Se il template Bio manca, inseriscilo tu stesso o, in alternativa, metti l'avviso {{tmp\|Bio}} che ne segnala la mancanza. Se i dati riportati sono sbagliati, correggi direttamente la voce biografica; le modifiche saranno visibili in questa lista entro pochi giorni. Per chiarimenti vedi il progetto biografie. La lista contiene solo le 71 persone che sono citate nell'enciclopedia e per le quali è stato implementato correttamente il template Bio. Pagina aggiornata al 2 mag 2025. |

## Gennaio(1)
- 14 gennaio - Yejong di Joseon, re coreano († 1469)

## Marzo(1)
- 2 marzo - Guido Mazzoni, scultore italiano († 1518)

## Giugno(1)
- 22 giugno - Eleonora d'Aragona, principessa italiana († 1493)

## Agosto(1)
- 18 agosto - Marco Marulo, poeta e umanista dalmata († 1524)

## Settembre(1)
- 25 settembre - Ursula di Brandeburgo, nobile († 1508)

## Novembre(2)
- 12 novembre - Giacomo di Savoia-Romont, conte († 1486)
- 17 novembre - Antonio Cocchi Donati, giurista italiano († 1491)

## Senza giorno specificato(64)
- Francisco de Almeida, esploratore e militare portoghese († 1510)
- Andrea Alpago, medico e arabista italiano († 1521)
- Kaspar Ammon, teologo belga († 1524)
- Juan de Anchieta, musicista e compositore spagnolo († 1523)
- Marino Barlezio, scrittore e religioso albanese († 1513)
- Alessandro Benedetti, anatomista, medico e umanista italiano († 1512)
- Ercole Bentivoglio, politico italiano († 1524)
- Andrea Bernardi, storico italiano († 1522)
- Andrés Bernáldez, religioso e storico spagnolo († 1513)
- Bartolomeo Bonascia, pittore e architetto italiano († 1527)
- Benedetto Bordone, miniatore, cartografo e geografo italiano († 1530)
- Leonardo Buonafede, vescovo cattolico e mecenate italiano († 1545)
- Giovanni Buora, architetto e scultore italiano († 1513)
- Diogo Cão, esploratore portoghese († 1486)
- Giovanni Battista Caracciolo, II signore di Montanara, militare e nobile italiano († 1508)
- Agnolo Cesi, militare e mecenate italiano († 1528)
- Antonio Contarini, patriarca cattolico italiano († 1524)
- Antonio Corsetti, giurista e religioso italiano († 1503)
- Guidoccio Cozzarelli, pittore e miniatore italiano († 1517)
- Bartolomeo Diaz, navigatore portoghese († 1500)
- Domenico da Cesariano, religioso italiano († 1510)
- Jurij Drohobyč, filosofo, astrologo e scrittore ucraino († 1494)
- François Du Puy, monaco cristiano, teologo e giurista francese († 1521)
- Matteo de' Fedeli, pittore italiano († 1505)
- Marcello Filosseno, letterato e religioso italiano († 1520)
- Thomas FitzAlan, XVII conte di Arundel, nobile inglese († 1524)
- Andrea Foscolo, politico, diplomatico e militare italiano († 1528)
- Bernardo Giambullari, poeta italiano († 1525)
- Gianfrancesco da Tolmezzo, pittore italiano († 1511)
- Gabriello Ginori, banchiere, politico e nobile italiano
- Giovanni da Vigo, medico e chirurgo italiano († 1525)
- Pietro Grassi, giurista italiano († 1505)
- Konrad Kachelofen, tipografo e editore tedesco († 1529)
- Walter Lambe, compositore inglese († 1504)
- Matteo Lappoli, pittore italiano († 1504)
- Pema Lingpa, religioso bhutanese († 1521)
- Antonio Maffei da Volterra, presbitero italiano († 1478)
- Sallustio Malatesta, nobile italiano († 1470)
- Alessandro Minuziano, editore italiano († 1532)
- Oddone d'Incisa, nobile († 1514)
- Paolo Orsini, condottiero italiano († 1503)
- Faustino Perisauli, umanista italiano († 1523)
- Fra Leonardo Prato, nobile e condottiero italiano († 1511)
- Erhard Reuwich, tipografo e incisore olandese († 1505)
- Bernardino Ricca, pittore italiano
- Garci Rodríguez de Montalvo, scrittore spagnolo († 1504)
- Francisco Roldán, funzionario spagnolo († 1502)
- Bernardo di Stefano Rosselli, pittore italiano († 1526)
- Antonio di Salvi, orafo italiano († 1527)
- Antonello Savelli, condottiero italiano († 1498)
- Giacomo Scanardi, pittore italiano († 1519)
- Antonio Scanaroli, medico italiano († 1517)
- Lazzaro de' Soardi, tipografo italiano
- Domenico Spadafora, religioso italiano († 1521)
- Francesco Suriano, francescano italiano († 1529)
- Pêro Vaz de Caminha, esploratore portoghese († 1500)
- Antoine Vérard, editore francese († 1514)
- Antonio Zarotto, tipografo italiano († 1510)
- Rocco Zoppo, pittore italiano († 1510)
- Niccolò II da Correggio, condottiero e letterato italiano († 1508)
- Costanzo da Ferrara, pittore e medaglista italiano († 1524)
- Francesco dai Libri, miniatore italiano
- Filippo di Borgogna-Beveren, funzionario francese († 1498)
- Claudina di Brosse, nobildonna francese († 1513)